# Martingal (spelsystem)
Martingal eller martingale är en strategi för roulettespel. Den bygger på att dubbla insatsen efter förlust. I praktiken begränsas möjligheten driva denna strategi av att insatsens storlek har en maxgräns satt av kasinot.

## Princip
Alltid efter en förlorad spelomgång dubblas den föregående insatsen, vilket fortsätter till nästa vinst. 
Exempel:
- Du satsar 100 kronor på rött. Resultatet är svart. Du förlorar din insättning.
- Du satsar 200 kronor på rött. Resultatet är svart. Du förlorar din insättning.
- Du satsar 400 kronor på rött. Resultatet är rött. Vinsten kommer då att bli totalt 400 kronor + 400 kronor för din insättning.

Resultat: på en total utgift av 700 kronor blir vinsten på 800 kronor, vilket ger en nettovinst på 100 kronor.

## Matematisk analys

### Basformler
Ange med {\displaystyle n} omgången när vinst erhålls efter ett antal förlustomgångar. Med insatsen 1 blir då summan av insatserna: {\displaystyle 1+2+\cdots +2^{n-1}=2^{n}-1}. I omgång {\displaystyle n} är insatsen (och vinsten) {\displaystyle 2^{n}}, och totala vinsten blir då  {\displaystyle 2^{n}-(2^{n}-1)=1}.
Utformningen av roulettspel innebär att sannolikhet till vinst när insatsen sätts på en ruta som ger dubblerad vinst är mindre än ett på två. Sannolikheten för förlust i en enskild spelrunda kan anges med {\displaystyle p} där {\displaystyle {\frac {1}{2}}\leq p<1} och sannolikheten för vinst i en enskild omgång blir {\displaystyle (1-p)}. Sannolikheten för förlust i {\displaystyle n} omgångar i rad är då {\displaystyle p^{n}} och sannolikheten för en vinst i omgång {\displaystyle n} efter {\displaystyle n-1} förlustomgångar är då {\displaystyle p^{n-1}*(1-p)}.
Sannolikheten att den {\displaystyle n} omgången ger vinst efter ett antal förlustomgångar är då alltså {\displaystyle p^{n-1}*(1-p)} som ger ett vinst på insatsen (=1). Sannolikheten att den {\displaystyle n} omgången ger ännu en förlust efter ett antal förlustomgångar är {\displaystyle p^{n}} då med en ackumulerad förlust på {\displaystyle 2^{n+1}-1}. 
Då den som satsar har ett ändligt belopp till sitt förfogande och rouletten alltid har ett tak för hur mycket som får satsas, så finns det alltid en sannolikhet, om än mycket liten, att såpass många förluster i rad uppkommer att det inte "går" lägga ytterligare en fördubblad insats. Den ackumulerade förlusten {\displaystyle 2^{n+1}-1} blir då mycket stor och räcker inte att kompensera de små belopp som frekvent vunnits tidigare. Matematiken för att visa detta redovisas under nästa avsnitt.

### Väntevärde
Inom statistiken använder man termen väntevärde när man räknar med sannolikheter. Väntevärde anger det förväntade utfallet om man spelar ett nära oändligt antal gånger. Det räknas fram genom att multiplicera sannolikhet med utfall. Vid slantsigling är sannolikheten 0,5 för att man vinner motsvarande insatsen och 0,5 att insatsen går förlorad. Med insatsen satt till 1 blir då väntevärdet {\displaystyle 0,5*1+0,5*(-1)=0}.
Väntevärde för spelstrategin går att formulera  i avancerade formler men för att tydligare visa principen kan man utgå från ett spel i tre omgångar och med en ingångsinsats på 7. Utfallen kan då vara (F=förlust, V=vinst): 
- V-V-V ger en vinst på 3, sannolikheten är {\displaystyle (1-p)^{3}(\leq 1/8)}, väntevärdet är mindre eller lika med 3/8
- V-F-V och F-V-V ger vinst på två, sannolikheten är {\displaystyle 2*(1-p)^{2}*p(\leq 2/8)}, väntevärdet är mindre eller lika med 4/8
- F-F-V ger vinst på en, sannolikheten är {\displaystyle (1-p)*p^{2}(\geq 1/8)}, väntevärdet är högre eller lika med 1/8
- F-F-F ger förlust på sju, sannolikheten är {\displaystyle p^{3}(\geq 1/8)}, väntevärdet är mindre än eller lika med -7/8

De följande tre utfallen avslutas med förlust. Här ges väntevärde utifrån att denna sista insats förloras, vilket är ett rimligt matematiskt värde även om spelsystemet bygger på att dessa går vidare.
- V-V-F ger vinst på en (två vinster-en insats på en), sannolikheten är {\displaystyle (1-p)^{2}*p(\leq 1/8)}, väntevärdet är mindre eller lika med 1/8
- F-V-F ger vinst på noll (en vinst-en insats på en), sannolikheten är {\displaystyle (1-p)*p^{2}(\geq 1/8)}, väntevärdet är högre eller lika med noll
- V-F-F ger förlust på två (en vinst-insats på tre), sannolikheten är {\displaystyle (1-p)*p^{2}(\geq 1/8)}, väntevärdet är högre eller lika med -2/7

Totalt ger det ett väntevärde på noll, eller något under när värdet p är strax över 1/2, dvs nollan och dubbelnollan ger större sannolikhet till förlust än vinst.